# Episodi di Wildfire (prima stagione)
La prima stagione della serie televisiva Wildire è stata trasmessa negli Stati Uniti da ABC Family dal 20 giugno 2005 al 12 settembre 2005.
In Italia la serie è stata trasmessa in prima visione da Italia 1 dal 12 settembre 2008 all'8 ottobre 2008 alle ore 15:55.
| nº | Titolo originale  | Titolo italiano          | Prima TV USA      | Prima TV Italia   |
| -- | ----------------- | ------------------------ | ----------------- | ----------------- |
| 1  | Premiere (1)      | Un nuovo inizio (1)      | 20 giugno 2005    | 22 settembre 2008 |
| 2  | Premiere (2)      | 90 giorni (2)            | 20 giugno 2005    | 23 settembre 2008 |
| 3  | Trust             | Una questione di fiducia | 27 giugno 2005    | 24 settembre 2008 |
| 4  | Mothers           | Madri                    | 11 luglio 2005    | 25 settembre 2008 |
| 5  | Guilty            | Colpevole                | 18 luglio 2005    | 26 settembre 2008 |
| 6  | The Claiming Race | La corsa a vendere       | 25 luglio 2005    | 29 settembre 2008 |
| 7  | Lost and Found    | Smarriti e ritrovati     | 1º agosto 2005    | 30 settembre 2008 |
| 8  | The Track         | Vendetta personale       | 8 agosto 2005     | 1º ottobre 2008   |
| 9  | The Party         | La festa                 | 15 agosto 2005    | 2 ottobre 2008    |
| 10 | Identity          | Disillusioni             | 22 agosto 2005    | 3 ottobre 2008    |
| 11 | Tina Sharp        | Questione di esperienza  | 29 agosto 2005    | 6 ottobre 2008    |
| 12 | Impressions       | Impressioni              | 5 settembre 2005  | 7 ottobre 2008    |
| 13 | Loyalty           | Dalla parte giusta       | 12 settembre 2005 | 8 ottobre 2008    |

## Un nuovo inizio
- Titolo originale: Premiere (1)
- Diretto da: Steve Miner
- Scritto da: Christopher Teague, Michael Piller e Shawn Piller

### Trama
Una vita difficile ha guidato Kris Furillo in un carcere minorile dove il suo unico amico è Wildfire, un cavallo da corsa mancato. Entrambi hanno perso la voglia di fidarsi e la fiducia di credere in qualcosa, specialmente di se stessi. Ma ogni volta che Kris monta Wildfire, succede qualcosa di straordinario. Morendo dalla voglia di una seconda possibilità, Kris accetta un lavoro alla Scuderia Raintree, posseduta dalla famiglia Ritter. I Ritter sono abituati ad un'alta posta in gioco, un vincitore che prende tutto in tutte le corse, ma ora hanno disperatamente bisogno di un cavallo vincente per tenere viva Raintree.
Un bellissimo esterno in un mondo spietato di ricchezza e potere, Kris presto scopre che deve vivere secondo una serie diversa di regole e impara ad aprire il suo cuore. E fa una decisione, mostrare il suo cuore aperto a tutto il mondo. Ma può fidarsi delle persone del suo mondo nuovo, specialmente quando ognuno aveva così tanto in gioco.
- Altri interpreti: James Read (Ken Davis), Shanna Collins (Amber), Arron Shiver (Lenny Kellman), William Sterchi (Venditore d'asta), Richard Barela (Offerente|non accreditato|), Dave Colon (Spettatore al Festival del Vino), Allison Hensel (Patrono del Festival del Vino), Jose J Marquez (Partecipante al Festival del Vino/Investitore|non accreditato|), Kevin Wiggins (Guest Star), Natalie Atencio (K.P. Girl), Esodi Geiger (Agente Barcley), Arty Nichols (Guardia del cancello), Kit Gwin (Giudice), Charles Sanders (Joe Fortay), Hailey Grimes (Kowalski), Carrie Fleming (Detenuta #2), Gaby Mayorga (Detenuta #1), David House (Istruttore di esercitazioni militari).
- Peculiarità: L'episodio ha una durata doppia.

## 90 giorni
- Titolo originale: Premiere (2)
- Diretto da: Steve Miner
- Scritto da: Christopher Teague, Michael Piller e Shawn Piller

### Trama
Kris viene rimessa in carcere per aver rubato Wildfire e viene condannata a 90 giorni. appena esce dalla prigione trova una bella sorpresa: la famiglia Ritter la aspetta ed ha comprato Wildfire per Kris e per farlo correre

## Una questione di fiducia
- Titolo originale: Trust
- Diretto da: Steve Miner
- Scritto da: Marjorie David

### Trama
Kris ritorna al ranch dei Ritter dopo essere stata rilascia dalla detenzione minorile una seconda volta. Dopo, Dani diventa gelosa quando Matt è interessato a Kris, e prova a mettere Kris nei guai con la legge facendo una soffiata su una gara fra due auto in cui Kris è coinvolta a un poliziotto.
- Altri interpreti: James Read (Ken Davis), Arye Gross (Charlie Hewitt), Jason London (Bobby), Shanna Collins (Amber), Josh Berry (Agente Bart Blitzer).

## Madri
- Titolo originale: Mothers
- Diretto da: Steve Miner
- Scritto da: Sandy Isaac

### Trama
La madre di Kris si fa vedere al ranch volendola far tornare a casa. L'anello di Jean si perde e Kris accusa sua madre di tutto ciò prima di scoprire che l'ha preso Matt. E ancora un altro Ritter si prende una cotta per Kris.
- Altri interpreti: Shanna Collins (Amber), James Read (Ken Davis), Jason London (Bobby), Mercedes Connor (Sasha), Stacy Haiduk (Barb Furillo).

## Colpevole
- Titolo originale: Guilty
- Diretto da: Nick Marck
- Scritto da: Jordan Hawley

### Trama
Le fatture del veterinario e il controllo del fisco preoccupano Jean; Kris ottiene un secondo lavoro come cameriera; Matt continua a scommettere.
- Altri interpreti: Shanna Collins (Amber), Jason London (Bobby), Arye Gross (Charlie Hewitt), Richard Sellers (Ray), Adam Taylor (Aiutante ranch #1), Doris Hargrave (Phyllis Esposito), Richard Danielson (Cliente #1), Ross Kelly (Wayne), Jane Goold, Ivan Brutsche (Meccanico), Nicholas Ballas (Ray).

## La corsa a vendere
- Titolo originale: The Claiming Race
- Diretto da: Rachel Talalay
- Scritto da: Stephanie Ripps

### Trama
Kris promette di uscire con Junior se lui farà un'offerta per Wildfire in una gara prossima. Matt scopre dell'appuntamento di Kris e Junior. Dani apprende che Bobby è sposato.
- Altri interpreti: Shanna Collins (Amber), Jason London (Bobby), Arye Gross (Charlie Hewitt), Frank Bond (Barista), Hugo Pérez (Stefan Sartino), Ross Kelly (Wayne), Dan Moseley (Fattorino scontroso), Marc Mouchet (Dirigente corse).

## Smarriti e ritrovati
- Titolo originale: Lost & Found
- Diretto da: Nick Marck
- Scritto da: Marjorie David

### Trama
Dopo una fuga precipitosa Kris, Matt, Junior e Dani si dirigono nelle montagne per recuperare i loro cavalli perduti. L'ex-marito di Jean si fa vedere in un momento sconveniente.
- Altri interpreti: Joe Lando (Pete Ritter), Arye Gross (Charlie Hewitt).

## Vendetta personale
- Titolo originale: The Track
- Diretto da: Bradford May
- Scritto da: Jordan Hawley

### Trama
Una scorrettezza mette Wildfire in pericolo e Matt & Kris si mettono in cerca del colpevole. I guai di Matt vanno di male in peggio quando un debito di gioco prende la sua parte come un premio, una possessione. E Dani ottiene un aiuto inaspettato da Junior quando ne ha più bisogno. A sua volta, lei fa qualcosa che sorprende tutti, anche se stessa.
- Altri interpreti: Tone Forrest (Dottore), Angelina Calderón Torres (Madre di Carlo), Jake Walker (Riparatore tetto), Fredrick Lopez (Carlos), Jermiah Bitsui (Ricky), Chris Browning (Ely), Bruce McIntosh (Walter).

## La festa
- Titolo originale: The Party
- Diretto da: Maggie Greenwald
- Scritto da: Sandy Isaac

### Trama
Uno dei vecchi amici di Kris si fa vedere al ranch e ammette di essere stato responsabile dei guai di Kris per il furto d'auto. Junior convince Matt a dare un party mentre sua madre è ad un concorso ippico.
- Altri interpreti: Jason London (Bobby), Charlie Brown (Fattorino #2), Josh Berry (Vice-sceriffo Bart Blitzer), Robbie Washington (Evan Garvey), Kristy Vaughan (Molly Blitzer), Kyle Patrick (Win), Lute Barela (Nerd #1), Filimon Archuleta (Nerd #2).

## Disillusioni
- Titolo originale: Identity
- Diretto da: Bradford May
- Scritto da: Stephanie Ripps

### Trama
Quando Kris ha l'opportunità di allenarsi con una famosa fantina, trascura la scuola e le sue responsabilità al lavoro. Il problema delle scommesse di Matt è scoperto da altre persone. Dani riprende le ricerche per la verità dietro la scomparsa di sua madre.
- Altri interpreti: Amy Jo Johnson (Tina Sharp), Tait Fletcher (Ragazzo tatuato), Vincent Marcus (Joe Bob), Bruce McIntosh (Walter), Paul Blott (Mitchell Harris), Debrianna Mansini (Anna Rodriguez), Joe Peracchio (Ragazzo fotocamera), Robbie Washington (Evan Garvey), J.D. Hawkins (Leon Garvey), Marya Beauvais (Dottoressa).

## Questione di esperienza
- Titolo originale: Tina Sharp
- Diretto da: Rob Thompson
- Scritto da: Jordan Hawley

### Trama
Mentre si riprende dalla rottura del braccio, Kris prova a guadagnare l'opportunità di montare Wildfire in una gara. Tina dà a Kris la prescrizione per gli antidolorifici per aiutarla a vincere il dolore di cavalcare con un braccio rotto. Inoltre, Matt chiede a Tina se la può accompagnare ad una festa e Dani incontra una donna che lei pensa che forse sia sua madre.
- Altri interpreti: Amy Jo Johnson (Tina Sharp), Tim Janis (Fotografo), Fermin Cervantes (Gary Torrino), LaTeace Towns (Donna di razza mista), Robbie Washington (Evan Garvey), Gregory Chase (Investitore #1).

## Impressioni
- Titolo originale: Impressions
- Diretto da: Bradford May
- Scritto da: Sandy Isaac

### Trama
Kris è nervosa quando Junior la invita a cenare con la sua famiglia. Pablo e Kris sono irritati dall'équipe che documenta l'allenamento di Tina. Todd ha una caduta seria da Wildfire. Jean scopre che Matt esce con Tina.
- Altri interpreti: James Read (Ken Davis), Jason London (Bobby), Arye Gross (Charlie Hewitt), Amy Jo Johnson (Tina Sharp), Scarlett McAlister (Produttrice video).

## Dalla parte giusta
- Titolo originale: Loyalty
- Diretto da: John Behring
- Scritto da: Jordan Hawley, Stephanie Ripps, Marjorie David, Sandy Isaac

### Trama
- Altri interpreti: Joe Lando (Pete Ritter), James Read (Ken Davis), Arye Gross (Charlie Hewitt), Debrah Farentino (Isabelle), Amy Jo Johnson (Tina Sharp), Jason London (Bobby), William Lawrence Allen (Clerk), Scarlett McAlister (Wendy Levy).